# Дышу тишиной (ДВД)
Дышу тишиной (на български: Дишам тишината) е видео албум от концерта в Московския кремъл на 11.10.2000 на Николай Носков издаден през 2008 година от Мистерия звука

## Песни от албума
1. Дышу Тишиной
2. Зимняя Ночь
3. Очарована Околдована
4. Исповедь
5. Узнать Тебя
6. Дай мне шанс
7. Мой друг
8. На Руси
9. Доброй ночи
10. Снег
11. Романс
12. Это здорово
13. В Рай
14. Я Тебя Прошу
15. Белая Ночь
16. Паранойя
17. Я тебя люблю
18. Это Здорово

## Бонус видеоклипове
1. А на меньшее я не согласен (видео)
2. Паранойя (видео)
3. Снег (видео)
4. Романс (видео)
5. Дай мне шанс (видео)
6. Я тебя люблю (видео)
7. Спасибо (видео)
8. Это здорово (видео)